# En vivo. Teatro Caupolicán 2011
En Vivo. Teatro Caupolicán 2011 es el primer DVD del trovador chileno Manuel García, lanzado en julio de 2011.

## Concierto
El DVD está dividido en tres actos y tiene una duración de una hora y cuarenta minutos, menor a la duración real del show en vivo. En el primero acto se puede ver a un Manuel García con bigotes y barba a medio crecer acompañado de su banda, la libélula del disco (S/T) y chaqueta de militante, este acto tiene un perfil más romántico y culmina con la declamación de un poema del trovador titulado La Danza de los Manueles y con la posterior afeitada de Manuel, actuación histriónica de Chaplin y Hitler, mientras la banda toca Sonambulismo.

Afeitarme en público, por ejemplo, establece una relación de confianza y cariño con el público, lo que genera una instancia muy personal dentro de un escenario

En el segundo acto vemos a un Manuel sin bigote, vestido de negro y con un sombrero ancho, este es un espacio más íntimo donde García aprovecha de encantar a los asistentes para hacerlos viajar con su voz y sus acordes a guitarra pura, con la participación del público incluso con pañuelos blancos en este segmento es donde interpreta acompañado por Fernando Ubiergo la canción "Yo pienso en ti". Para culminar el show hay una tercera parte donde se entonan canciones más roqueras de la época de Mecánica Popular, retornando todos los personajes, incluido Gepe que cantó "Por la ventana", el show culmina con una interpretación bien desenchufada y a coro con el público de Hablar de ti.

(Sobre la canción Héroes del Rock, donde se esboza el coro de Hey Jude) es una canción rockera que escribí hace años y habla de una persona que vuelve a su lugar de origen en un sueño, pero a medida que va soñando cae en un estado de muerte y a la vez de reencuentro con sus propios recuerdos. Está dedicada a John Lennon y es como si su madre se la cantara

## Lista de canciones
Todas las canciones compuestas por Manuel García excepto donde se indique.
1. "Obertura"
2. "Queda lo que quema"
3. "Vida mía"
4. "Alfil"
5. "La danza de las libélulas"
6. "Tu ventana"
7. "La tinta de tus lágrimas" (Francis Cabrel)
8. "Romance trajinera"
9. "Danza de los Manueles" (Poema)
10. "Sonambulismo" (Raúl Cabré)
11. "Tanto creo en ti"
12. "Nadie + que el sol"
13. "Yo pienso en ti" (Fernando Ubiergo) [canta junto a Ubiergo]
14. "Pañuelí"
15. "El viejo comunista"
16. "Témpera"
17. "Piedra Negra"
18. "Las Meninas" (Manuel García - Mario Villalobos)
19. "La flor del viejo hotel" (Manuel García - Mario Villalobos)
20. "Por la ventana" (Gepe) [con Gepe]
21. "Amistad"
22. "La gran capital"
23. "Reloj"
24. "Héroes del rock"
25. "Hablar de ti"

## DVD
En el DVD se podrá encontrar a un Manuel García esperando el show desde la previa, al interior del camarín, para luego hacer su paso al escenario del teatro que a esas alturas se encontraba repleto.[cita requerida]